# Marie Fuema
Marie Fuema (Dakar, 6 de septiembre de 1987) es una modelo senegalesa-congolesa. Vive en Nueva York, y es modelo para IMG New York. Recientemente, participó en el desfile de moda de Oscar de la Renta pre-Otoño de 2009.